# Bengt Strömgren
Bengt Georg Daniel Strömgren (21. januar 1908 i Göteborg – 4. juli 1987) var en dansk astronom og astrofysiker.
Bengt Strömgren blev født i Göteborg. Han forældre var Hedvig født Lidforss og Svante Elis Strömgren, som var professor i astronomi ved Københavns Universitet og direktør for universitetets observatorium. Hans far skubbede Bengt ind i naturvidenskaberne, og drengens første videnskabelige papir blev publiceret allerede, da han var 17. Han fik sin studentereksamen i 1925 og blev optaget på Københavns Universitet. Blot to år senere fik han en grad i astronomi og atomfysik, og i løbet af de næste to år afsluttede han en doktorgrad, som blev antaget i december 1929, da han var 21 år.
Han blev lektor i 1932 og kom på et 18 måneders gæsteophold på University of Chicago i 1936. Han efterfulgte sin far som professor i 1940. Under besættelsen satte han gang i bygningen af det ny Brorfelde-observatoriet. Efter krigen blev han træt af manglende offentlige midler, og han forlod Danmark til fordel for USA i 1951.
Her blev han direktør for Yerkes og McDonald observatorierne og blev her i seks år. I 1957 blev han den første professor i teoretisk astrofysik ved Institute for Advanced Study in Princeton, hvor han fik Albert Einsteins kontor.
Han forblev i Princeton med sin familie indtil 1967, hvor han tog tilbage til Danmark og bosatte sig i Carlsbergs ærebolig, som Niels Bohr tidligere havde haft. Han var præsident for Videnskabernes Selskab i perioden 1969 til 1975.
I 1987 døde han efter kort tids sygdom.
Bengt Strömgren bidrog på flere punkter til moderne astrofysik. Han opdagede, at den kemiske sammensætning af stjerne var meget anderledes end hidtil antaget, og han udviklede Strömgrens fotometriske system.

## Æresbevisninger
Udmærkelser
- Bruce-medaljen (1959)
- Royal Astronomical Societys guldmedalje (1962)
- Henry Norris Russell Lectureship (1965)
- H.C. Ørsted Medaljen i guld (1965)

Opkaldt efter ham
- Asteroide 1846 Bengt
- Strömgren alder
- Strömgren fotometri
- Strömgrens kugle

I øvrigt
- Asteroide 1493 Sigrid, opkaldt efter hans hustru